# Rhys Hayden
Rhys Hayden (Bradford, 8 oktober 1994) is een Engelse dartsspeler die uitkomt voor de PDC.

## Carrière
Hayden haalde de laatste 16 van de World Masters in 2014, nadat hij o.a. van Wesley Harms had gewonnen. Hij verloor van de latere winnaar Martin Phillips.

## Resultaten Wereldkampioenschappen

### BDO
- 2015: Voorronde (verloren van Jim Widmayer 2-3)

### PDC World Youth Championship
- 2014: Laatste 64 (verloren van Reece Robinson met 3-6)
- 2017: Laatste 16 (verloren van Luke Humphries met 5-6)
- 2018: Laatste 32 (verloren van Martin Schindler met 0-6)